# Taça da Liga de 2009–10 – 2ª Eliminatória
A 2ª Eliminatória da Taça da Liga 2009/2010 teve o mesmo modelo da edição anterior.
Nesta fase às oito apuradas na 1ª Eliminatória juntaram-se as 10 últimas equipas da Liga Sagres 2008/2009 e foram constituídos seis grupos de três equipas em confronto numa única volta.

## Estrutura da Eliminatória
| Cor da tabela                   |
| Apurados para a 3ª Eliminatória |

| Alinhamento das Equipas |                      |                      |          |                   |             |                 |
| #                       | Grupo A              | Grupo B              | Grupo C  | Grupo D           | Grupo E     | Grupo F         |
| I                       | Académica de Coimbra | Vitória de Guimarães | Marítimo | Paços de Ferreira | Rio Ave     | Naval           |
| II                      | Beira-Mar            | Sporting da Covilhã  | Trofense | Estoril Praia     | Belenenses  | Santa Clara     |
| III                     | Portimonense         | Vitória de Setúbal   | Fátima   | Olhanense         | Gil Vicente | União de Leiria |

| Disposição das Jornadas     |                            |                             |
| 1ª Jornada (23 de Setembro) | 2ª Jornada (28 de Outubro) | 3ª Jornada (11 de Novembro) |
| Equipa#I vs Equipa#II       | Equipa#II vs Equipa#III    | Equipa#III vs Equipa#I      |

### Grupo A
| Equipa (Liga)             | Pts | J | V | E | D | GM | GS | +/- |
| ------------------------- | --- | - | - | - | - | -- | -- | --- |
| Portimonense[a](LV)       | 2   | 2 | 0 | 2 | 0 | 0  | 0  | 0   |
| Académica de Coimbra (LS) | 2   | 2 | 0 | 2 | 0 | 0  | 0  | 0   |
| Beira-Mar (LV)            | 2   | 2 | 0 | 2 | 0 | 0  | 0  | 0   |

| (Liga)Equipa 1            | Resultado | Equipa 2(Liga)            |
| ------------------------- | --------- | ------------------------- |
| (LS) Académica de Coimbra | 0 - 0     | Beira-Mar (LV)            |
| (LV) Beira-Mar            | 0 - 0     | Portimonense (LV)         |
| (LV) Portimonense         | 0 - 0     | Académica de Coimbra (LS) |

| 10 de Outubro de 2009 | Académica de Coimbra | 0 – 0     | Beira-Mar | Estádio Cidade de Coimbra, Coimbra |
| 20:15                 |                      | Relatório |           | Público: 612 Árbitro: Paulo Costa  |

| 28 de Outubro de 2009 | Beira-Mar | 0 – 0     | Portimonense | Estádio Municipal de Aveiro, Aveiro |
| 16:00                 |           | Relatório |              | Público: 335 Árbitro: Bruno Esteves |

| 11 de Novembro de 2009 12 de Novembro de 2009[b] | Portimonense | 0 – 0     | Académica de Coimbra | Estádio Municipal de Portimão, Portimão |
| 20:15 16:00                                      |              | Relatório |                      | Público: 753 Árbitro: Marco Ferreira    |

b.^ Devido a problemas com a iluminação ao minuto 50, o jogo foi interrompido e foi retomado no dia seguinte.

### Grupo B
| Equipa (Liga)             | Pts | J | V | E | D | GM | GS | +/- |
| ------------------------- | --- | - | - | - | - | -- | -- | --- |
| Vitória de Guimarães (LS) | 3   | 1 | 1 | 0 | 0 | 2  | 0  | +2  |
| Sporting da Covilhã (LV)  | 3   | 2 | 1 | 0 | 1 | 2  | 2  | 0   |
| Vitória de Setúbal (LS)   | 0   | 1 | 0 | 0 | 1 | 0  | 2  | -2  |

| (Liga)Equipa 1            | Resultado | Equipa 2(Liga)            |
| ------------------------- | --------- | ------------------------- |
| (LS) Vitória de Guimarães | 2 - 0     | Sporting da Covilhã (LV)  |
| (LV) Sporting da Covilhã  | 2 - 0     | Vitória de Setúbal (LS)   |
| (LS) Vitória de Setúbal   | 1 - 2     | Vitória de Guimarães (LS) |

| 23 de Setembro de 2009 | Vitória de Guimarães            | 2 – 0     | Sporting da Covilhã | Estádio D. Afonso Henriques, Guimarães |
| 18:30                  | Moreno 78' (g.p.) · Targino 87' | Relatório |                     | Público: 1,399 Árbitro: Hugo Miguel    |

| 28 de Outubro de 2009 | Sporting da Covilhã          | 2 – 0     | Vitória de Setúbal | Complexo Desportivo da Covilhã, Covilhã |
| 15:00                 | Pedro Ribeiro 46' · Dani 63' | Relatório |                    | Público: 490 Árbitro: André Gralha      |

| 15 de Novembro de 2009 | Vitória de Setúbal | 1 – 2     | Vitória de Guimarães              | Estádio do Bonfim, Setúbal        |
| 20:15                  | Zoro 43'           | Relatório | Flávio Meireles 36' · Targino 41' | Público: 560 Árbitro: Jorge Sousa |

### Grupo C
| Equipa (Liga) | Pts | J | V | E | D | GM | GS | +/- |
| ------------- | --- | - | - | - | - | -- | -- | --- |
| Trofense (LV) | 4   | 2 | 1 | 1 | 0 | 4  | 1  | +3  |
| Fátima (LV)   | 3   | 2 | 1 | 0 | 1 | 2  | 4  | -2  |
| Marítimo (LS) | 1   | 2 | 0 | 1 | 1 | 2  | 3  | -1  |

| (Liga)Equipa 1 | Resultado | Equipa 2(Liga) |
| -------------- | --------- | -------------- |
| (LS) Marítimo  | 1 - 1     | Trofense (LV)  |
| (LV) Trofense  | 3 - 0     | Fátima (LV)    |
| (LV) Fátima    | 2 - 1     | Marítimo (LS)  |

| 6 de Setembro de 2009 | Marítimo   | 1 – 1     | Trofense  | Estádio dos Barreiros, Funchal         |
| 16:00                 | Baba 90+1' | Relatório | Silas 15' | Público: 2,007 Árbitro: Paulo Baptista |

| 28 de Outubro de 2009 | Trofense                                      | 3 – 0     | Fátima | Estádio Clube Desportivo Trofense, Trofa |
| 16:00                 | Hélder Sousa 10' · Reguila 35' · Williams 42' | Relatório |        | Público: 718 Árbitro: Cosme Machado      |

| 11 de Novembro de 2009 | Fátima               | 2 – 1     | Marítimo     | Estádio Municipal de Fátima, Fátima |
| 16:00                  | Pedro Moreira 7' 17' | Relatório | Olberdam 36' | Público: 148 Árbitro: Hugo Pacheco  |

### Grupo D
| Equipa (Liga)          | Pts | J | V | E | D | GM | GS | +/- |
| ---------------------- | --- | - | - | - | - | -- | -- | --- |
| Estoril Praia (LV)     | 4   | 2 | 1 | 1 | 0 | 2  | 0  | +2  |
| Paços de Ferreira (LS) | 4   | 2 | 1 | 1 | 0 | 1  | 0  | +1  |
| Olhanense (LS)         | 0   | 2 | 0 | 0 | 2 | 0  | 3  | -3  |

| (Liga)Equipa 1         | Resultado | Equipa 2(Liga)         |
| ---------------------- | --------- | ---------------------- |
| (LS) Paços de Ferreira | 0 - 0     | Estoril Praia (LV)     |
| (LV) Estoril Praia     | 2 - 0     | Olhanense (LS)         |
| (LS) Olhanense         | 0 - 1     | Paços de Ferreira (LS) |

| 10 de Outubro de 2009 | Paços de Ferreira | 0 – 0     | Estoril Praia | Estádio da Mata Real, Paços de Ferreira |
| 16:00                 |                   | Relatório |               | Público: 680 Árbitro: Paulo Baptista    |

| 28 de Outubro de 2009 | Estoril Praia             | 2 – 0     | Olhanense | Estádio António Coimbra da Mota, Estoril |
| 20:15                 | Lulinha 67' · Raphael 89' | Relatório |           | Público: 752 Árbitro: Elmano Santos      |

| 15 de Novembro de 2009 | Olhanense | 0 – 1     | Paços de Ferreira  | Estádio José Arcanjo, Olhão       |
| 15:00                  |           | Relatório | Leonel Olímpio 53' | Público: 670 Árbitro: Luís Catita |

### Grupo E
| Equipa (Liga)    | Pts | J | V | E | D | GM | GS | +/- |
| ---------------- | --- | - | - | - | - | -- | -- | --- |
| Rio Ave (LS)     | 4   | 2 | 1 | 1 | 0 | 1  | 0  | +1  |
| Gil Vicente (LV) | 2   | 2 | 1 | 1 | 0 | 1  | 1  | 0   |
| Belenenses (LS)  | 1   | 2 | 0 | 1 | 1 | 1  | 2  | -1  |

| (Liga)Equipa 1   | Resultado | Equipa 2(Liga)   |
| ---------------- | --------- | ---------------- |
| (LS) Rio Ave     | 1 - 0     | Belenenses (LS)  |
| (LS) Belenenses  | 1 - 1     | Gil Vicente (LV) |
| (LV) Gil Vicente | 0 - 0     | Rio Ave (LS)     |

| 23 de Setembro de 2009 | Rio Ave   | 1 – 0     | Belenenses | Estádio dos Arcos, Vila do Conde      |
| 20:35                  | Chidi 45' | Relatório |            | Público: 1,336 Árbitro: Elmano Santos |

| 28 de Outubro de 2009 | Belenenses | 1 – 1     | Gil Vicente   | Estádio do Restelo, Lisboa         |
| 18:00                 | Lima 30'   | Relatório | Rui Pedro 67' | Público: 417 Árbitro: Duarte Gomes |

| 11 de Novembro de 2009 | Gil Vicente | 0 – 0     | Rio Ave | Estádio Cidade de Barcelos, Barcelos |
| 16:00                  |             | Relatório |         | Público: 628 Árbitro: Vasco Santos   |

### Grupo F
| Equipa (Liga)        | Pts | J | V | E | D | GM | GS | +/- |
| -------------------- | --- | - | - | - | - | -- | -- | --- |
| União de Leiria (LS) | 4   | 2 | 1 | 1 | 0 | 3  | 2  | +1  |
| Santa Clara (LV)     | 1   | 2 | 0 | 1 | 1 | 2  | 3  | -1  |
| Naval (LS)           | 2   | 2 | 0 | 2 | 0 | 2  | 2  | 0   |

| (Liga)Equipa 1       | Resultado | Equipa 2(Liga)       |
| -------------------- | --------- | -------------------- |
| (LS) Naval           | 1 - 1     | Santa Clara (LV)     |
| (LV) Santa Clara     | 1 - 2     | União de Leiria (LS) |
| (LS) União de Leiria | 1 - 1     | Naval (LS)           |

| 6 de Setembro de 2009 | Naval                | 1 – 1     | Santa Clara      | Estádio Municipal José Bento Pessoa, Figueira da Foz |
| 16:00                 | João Dias 69' (p.b.) | Relatório | Renan Marques 8' | Público: 353 Árbitro: Rui Costa                      |

| 28 de Outubro de 2009 | Santa Clara     | 1 – 2     | União de Leiria      | Estádio de São Miguel, Ponta Delgada |
| 17:00                 | Nuno Santos 41' | Relatório | Carlão 6' (g.p.) 73' | Público: 418 Árbitro: Luís Reforço   |

| 18 de Novembro de 2009 | União de Leiria | 1 – 1     | Naval       | Estádio Dr. Magalhães Pessoa, Leiria  |
| 16:00                  | Vinícius 9'     | Relatório | Baradji 23' | Público: 310 Árbitro: Pedro Henriques |

Legenda:
- LV - Liga de Honra